# Heike Hustede-Nagel
Heike Hustede-Nagel, née le 16 janvier 1946 à Osnabrück, est une ancienne nageuse allemande ayant représenté l'Allemagne de l'Ouest. Spécialiste du papillon, elle est médaillée de bronze en relais aux Jeux de 1968.

## Carrière
Ayant concouru lors de trois Jeux consécutifs (Tokyo 1964, Mexico 1968 et Munich 1972), Heike Hustede réalise ses meilleures performances lors des Jeux de 1968 où elle atteint la finale sur toutes les courses où elle est inscrite. Elle monte même sur le podium du 4 x 100 m 4 nages en remportant le bronze avec ses compatriotes Angelika Kraus, Uta Frommater et Heidemarie Reineck.
Elle remporte également une médaille de bronze sur le 100 m papillon aux Championnats d'Europe 1966 et une de bronze en relais 4 x 100 m 4 nages aux Championnats d'Europe 1970.

## Palmarès
| Date | Compétition           | Lieu      | Place | Course            |
| ---- | --------------------- | --------- | ----- | ----------------- |
| 1964 | Jeux olympiques       | Tokyo     | 6e    | 100 m papillon    |
| 1966 | Championnats d'Europe | Utrecht   | 2e    | 100 m papillon    |
| 1966 | Championnats d'Europe | Utrecht   | 7e    | 4 × 100 m 4 nages |
| 1968 | Jeux olympiques       | Mexico    | 6e    | 100 m papillon    |
| 1968 | Jeux olympiques       | Mexico    | 5e    | 200 m papillon    |
| 1968 | Jeux olympiques       | Mexico    | 3e    | 4 × 100 m 4 nages |
| 1970 | Championnats d'Europe | Barcelone | 5e    | 100 m papillon    |
| 1970 | Championnats d'Europe | Barcelone | 3e    | 4 × 100 m 4 nages |
| 1972 | Jeux olympiques       | Munich    | 11e   | 100 m papillon    |
| 1972 | Jeux olympiques       | Munich    | DNS   | 4 × 100 m 4 nages |